# Helophora
Helophora Menge, 1866 è un genere di ragni appartenente alla famiglia Linyphiidae.

## Distribuzione
Le cinque specie oggi note di questo genere sono state rinvenute nella regione olartica: la specie dall'areale più vasto è la H. insignis, reperita in molteplici località dell'intera regione.

## Tassonomia
Considerato dall'aracnologo Roewer sinonimo di Linyphia Latreille, 1804, ma accettato come valido da tutti gli autori più recenti.
Dal 2010 non sono stati esaminati esemplari di questo genere.
A dicembre 2012, si compone di cinque specie:
- Helophora insignis (Blackwall, 1841)[3] — Regione olartica
- Helophora kueideensis Hu, 2001 — Cina
- Helophora orinoma (Chamberlin, 1919) — USA
- Helophora reducta (Keyserling, 1886) — USA, Alaska
- Helophora tunagyna Chamberlin & Ivie, 1943 — USA

### Specie trasferite
- Helophora ontariensis (Emerton, 1925); trasferita al genere Allomengea Strand, 1912[1].
- Helophora sitkaensis (Keyserling, 1886); trasferita al genere Allomengea Strand, 1912[1].

### Sinonimi
- Helophora phylax (Chamberlin, 1920); esemplari trasferiti dal genere Bathyphantes Menge, 1866, e posti in sinonimia con H. orinoma (Chamberlin, 1919) a seguito di un lavoro dell'aracnologo Ivie del 1969[1].
- Helophora sagittata (Grube, 1861); esemplari trasferiti dal genere Linyphia Latreille, 1804, (secondo l'aracnologo Roewer, tale trasferimento è stato effettuato senza l'apporto di dati osservativi concreti), e posto in sinonimia con H. insignis (Blackwall, 1841) a seguito di uno studio di van Helsdingen (1978b)[1].